# Trachelophora maculosa
Trachelophora maculosa là một loài bọ cánh cứng trong họ Cerambycidae.